# 若木志帆
若木 志帆（わかき しほ、2月22日 - ）は、日本の女優。OSK日本歌劇団の元娘役スター。大阪府吹田市出身。AB型。

## 略歴
小学校四年時からバレエなどを習い、中学卒業後にOSKに入る。
1987年、日本歌劇学校入学。62期生。
1989年、OSK日本歌劇団に入団。近鉄劇場『相合橋夢物語』で初舞台を踏む。1990年代中頃より、主要な娘役スターの一人として抜擢を受けた。
近鉄傘下のOSKが一旦解散し、NewOSK日本歌劇団として再スタートした後は、大貴誠の相手役として活躍。KBS制作のテレビドラマ『お寺の国のアリス』に外部出演する等、外部でも実力は評価されてきた。
2007年、南座『NewOSK レビュー in KYOTO』をもって退団。その後はフリーの女優として、関西地方を中心に活動している。

## OSK時代の主な舞台
近鉄OSK時代
- 1989年 - 近鉄劇場：『相合橋夢物語』※初舞台
- 1992年 - 近鉄小劇場：『君にこそ心ときめく』カレン・ホイットマン
- 1993年 - 近鉄小劇場：『ラ・ゴロンドリーナ』ソニア
- 1996年 - 近鉄劇場：『レディ・アンをさがして』ジェニファ
- 1997年 - 近鉄劇場：『上海夜想曲』小鳳
- 1998年 - 近鉄小劇場：『帰らざる夏』ケイト・ブラウニー
- 1999年 - 近鉄劇場：『魔剣士』紫水
- 2000年 - 近鉄劇場：『エル・アモール・グランデ』マルガリータ
- 2001年 - 近鉄劇場：『闇の貴公子』葛の葉
- 2001年 - MIDシアター：『Nocturne』デュ・バリー夫人
- 2002年 - 近鉄劇場：『ASUKAの嵐』/明鈴『We Love Revue!』
- 2002年 - 近鉄劇場：『私は男役』佐藤温子（劇中劇：おりょう）
- 2002年 - あやめ池：『ヒートアップ・レビュー』
- 2003年 - 近鉄劇場：『新・闇の貴公子』滝夜叉姫
- 2003年 - 近鉄劇場：『Endless Dream』※旧OSK解散公演

NewOSK時代
- 2005年 - 世界館：『レディ・レインの肖像』レディ・レイン※主演
- 2006年 - 世界館：『華・ロード』※主演
- 2006年 - 松竹座：春のおどり『義経桜絵巻』常磐御前/『ハッピー・ゲーム』
- 2007年 - 南座：NewOSK レビュー in KYOTO『源氏千年夢絵巻』藤壺/『シャイニングOSK』※退団公演